# EuroBrun ER188
EuroBrun ER188 – samochód Formuły 1, zaprojektowany przez Mario Tollentino i Bruno Zavę dla zespołu EuroBrun na sezon 1988. Samochód, w specyfikacji "B", brał udział również w pierwszej połowie sezonu 1989. Kierowcami samochodu w roku 1988 byli Oscar Larrauri i Stefano Modena, a rok później Gregor Foitek. W 1988 roku model był napędzany przez jednostki Forda, a w 1989 roku przez silniki Judd. Sponsorami w 1988 roku byli Elf, JSK i Tommasini, a rok później – Jägermeister.
W pierwszej części sezonu 1988, zważywszy na niewielki budżet zespołu i zapewnienia, że będzie to dla zespołu sezon "testowy", samochód wydawał się być dosyć konkurencyjny. Larrauri zawsze się prekwalifikował, a jedynie dwukrotnie nie zakwalifikował się do wyścigu. Modena natomiast we wszystkich ośmiu wyścigach się zakwalifikował, ale dwukrotnie został zdyskwalifikowany (w Monako za zbyt lekki bolid, a w Meksyku za zbyt wysoki tylny spoiler). Samochód był jednak dosyć awaryjny, a wiele problemów sprawiał silnik Forda. Później jednakże nastąpiły spięcia w zespole: nie udało się zatrudnić w charakterze kierowcy Christiana Dannera, a grupa Euroracing wykazywała coraz mniejsze zainteresowanie Formułą 1. Z powodu braku pieniędzy nie rozwijano samochodu, co spowodowało, że wyniki pogorszyły się: w Grand Prix Belgii, Włoch, Portugalii i Japonii żaden z EuroBrunów nie zdołał się zakwalifikować do wyścigu. Ostatnim wyścigiem, w którym wystartowały dwa samochody EuroBrun, było Grand Prix Australii. Tak więc po względnie udanej pierwszej połowie sezonu, druga była bardzo nieudana.
Na sezon 1989 postanowiono wystawić tylko jeden samochód, dla Gregora Foiteka. Do Grand Prix Wielkiej Brytanii włącznie oraz w Grand Prix Belgii ścigał się model ER188, dostosowany jedynie do nowych opon i silnika. Foitek nie zakwalifikował się ani razu, w dodatku tylko raz przeszedł prekwalifikacje. Po Grand Prix Wielkiej Brytanii wprowadzono nowy model, ER189.
Łącznie kierowcy modelu ER188 wystartowali w 10 wyścigach, a nie zdobyli ani punktu. Najlepsze miejsce wywalczył nim Modena, dojeżdżając do mety na jedenastym miejscu w Grand Prix Węgier 1988.

## Wyniki
| Legenda oznaczeń w tabelach wyników Wyświetl szablon na nowej stronie | Legenda oznaczeń w tabelach wyników Wyświetl szablon na nowej stronie                                                                     |
| Oznaczenie                                                            | Wyjaśnienie |
| --------------------------------------------------------------------- | --- |
| Złoty                                                                 | Zwycięzca lub mistrzostwo |
| Srebrny                                                               | 2. miejsce lub wicemistrzostwo |
| Brązowy                                                               | 3. miejsce lub II wicemistrzostwo |
| Zielony                                                               | Ukończył, punktował (w klasyfikacji generalnej, gdy zdobył co najmniej jeden punkt na przestrzeni sezonu, poza trzema powyższymi opcjami) |
| Niebieski                                                             | Ukończył, nie punktował (w klasyfikacji generalnej, gdy nie zdobył co najmniej jednego punktu na przestrzeni sezonu)                      |
| Czerwony                                                              | Nie zakwalifikował się (NZ) |
| Czerwony                                                              | Nie prekwalifikował się (NPK) |
| Różowy                                                                | Nie ukończył (NU) |
| Różowy                                                                | Niesklasyfikowany (NS) (w klasyfikacji generalnej, gdy nie został sklasyfikowany w żadnym wyścigu sezonu)                                 |
| Czarny                                                                | Zdyskwalifikowany (DK) |
| Czarny                                                                | Wykluczony (WYK/EX) |
| Biały                                                                 | Nie wystartował (NW) |
| Biały                                                                 | Kontuzjowany (K/INJ) |
| Biały                                                                 | Wyścig odwołany (OD/C) |
| Bez koloru                                                            | Został wycofany (WYC/WD) |
| Bez koloru                                                            | Nie przybył (NP/DNA) |
| Bez koloru                                                            | Nie brał udziału w treningach (NT/DNP) |
| Bez koloru                                                            | Nie został zgłoszony (–) |
| Pogrubienie                                                           | Start z pole position |
| Kursywa                                                               | Najszybsze okrążenie wyścigu |
| †                                                                     | Nie ukończył, ale jego rezultat został zaliczony ze względu na przejechanie więcej niż 90% dystansu wyścigu.                              |
| *                                                                     | Sezon w trakcie |
| 1/2/3                                                                 | Punktowana pozycja w sprincie kwalifikacyjnym                                                                                             |
| Lista systemów punktacji Formuły 1                                    | |

| Sezon | Zespół   | Silnik | Opony | Kierowcy       | 1   | 2   | 3   | 4   | 5   | 6   | 7   | 8   | 9   | 10  | 11  | 12  | 13  | 14  | 15  | 16  | Pkt. | Msc. |
| ----- | -------- | ------ | ----- | -------------- | --- | --- | --- | --- | --- | --- | --- | --- | --- | --- | --- | --- | --- | --- | --- | --- | ---- | ---- |
| 1988  | EuroBrun | Ford   | G     |                | BRA | SMR | MCO | MEX | CND | DET | FRA | GBR | DEU | HUN | BEL | ITA | PRT | ESP | JPN | AUS | 0    | –    |
| 1988  | EuroBrun | Ford   | G     | Oscar Larrauri | NU  | NZ  | NU  | 13  | NU  | NU  | NU  | NZ  | 16  | NZ  | NPK | NPK | NPK | NZ  | NZ  | NU  | 0    | –    |
| 1988  | EuroBrun | Ford   | G     | Stefano Modena | NU  | NS  | DK  | DK  | 12  | NU  | 14  | 12  | NU  | 11  | NZ  | NZ  | NZ  | 13  | NZ  | NU  | 0    | –    |
| 1989  | EuroBrun | Judd   | P     |                | BRA | SMR | MCO | MEX | USA | CND | FRA | GBR | DEU | HUN | BEL | ITA | PRT | ESP | JPN | AUS | 0    | –    |
| 1989  | EuroBrun | Judd   | P     | Gregor Foitek  | NZ  | NPK | NPK | NPK | NPK | NPK | NPK | NPK |     |     | NPK |     |     |     |     |     | 0    | –    |